# مهرداد کاظمی
مهرداد کاظمی اصالتاً اهل شهر کیلان از توابع شهرستان دماوند (زادهٔ ۱۳۳۰ در تهران)، آهنگ‌ساز و خواننده موسیقی سنتی ایرانی است.
مهرداد کاظمی از اوایل دهه ۱۳۵۰ در رادیو و تلویزیون ملی ایران به اجرای کارهای پاپ پرداخته‌است. از جمله شناخته شده‌ترین کارهای او اجرای ترانه «سکوت تو» با همراهی شهره (شهره صولتی) در تلویزیون ملی ایران بوده‌است.
کاظمی از معدود خوانندگانی بود که در اولین سال‌های پس از انقلاب سال ۱۳۵۷ در ایران همراه با هنرمندانی محمد گلریز، رشید وطن‌دوست، اسفندیار قره‌باغی، محمدرضا شجریان و شهرام ناظری اجرایش در صدا و سیمای جمهوری اسلامی پخش می‌شد.
وی جزو نخستین نسل خوانندگان پاپ در ایران در سال‌های جنگ ایران و عراق است و در مقاطع گوناگون، آثاری به سبک موسیقی سنتی، پاپ و سمفونیک از جمله قطعهٔ «ای ساربان» را اجرا نمود.

## تحصیلات
مهرداد کاظمی دوران تحصیل خود را در مدرسه ابتدایی قدوسی و دبیرستان‌های امین‌الدوله و مروی در تهران به پایان رساند.
وی در دبیرستان با تشکیل گروه ارکستر در مسابقات هنری دبیرستان‌ها و اردوهای منظریه و رامسر شرکت و مقام‌هایی را هم به دست آورد، در ۱۶ سالگی در آزمون ورودی رادیو و تلویزیون موفق شد و پس از ورود به این مرکز و گذران چند دوره به وزارت فرهنگ و هنر نیز راه یافت و از استادان موسیقی ایران و جهان آموزش موسیقی را فرا گرفت و به عنوان تک‌خوان گروه کر و ارکسترهای فرهنگ و هنر فعالیت خود را آغاز کرد.
مهرداد کاظمی از سال ۱۳۵۰ به مدت ۴ سال ردیف‌های آوازی موسیقی سنتی را نزد ادیب خوانساری هنرمند شیوه آوازی مکتب اصفهان آموزش دید و پس از آن ۴ سال هم در هنرستان عالی موسیقی در مکتب استاد محمود کریمی که خود از شاگردان عبدالله خان دوامی بود، از فنون موسیقی سنتی بهره برد.
او قریب به ۲ سال نیز تحت آموزش محمدرضا شجریان برای بالا بردن دانش آوازی خود بود.
کاظمی دیپلم طبیعی و لیسانس موسیقی دارد و به دریافت درجه دکترای افتخاری ارزشیابی هنری نیز نائل شده‌است.

## فعالیت حرفه‌ای
آهنگ «ای ساربان» اثر حسن ریاحی سال ۱۳۶۶ در دستگاه همایون ساخته شد و برگرفته از غزل معروف سعدی با مطلع:
| «ای ساربان آهسته ران کآرام جانم می‌رود |  | وآن دل که با خود داشتم با دلستانم می‌رود» |

می‌باشد که مهرداد کاظمی همراه با گروه کر و ارکستر سمفونیک تهران آن را اجرا نمود. اجرای این آهنگ در اولین سال‌های پس از انقلاب باعث شهرت بیشتر وی و شناخت صدای آواز او در بین علاقه‌مندان موسیقی ایرانی و مردم ایران شد و در آن دوره بارها به صورت صوتی و تصویری از رادیو و تلویزیون ایران پخش می‌شد.
این اثر در آلبوم موسیقی «ساربان» در سال ۱۳۶۶ منتشر شده‌است.

## آثار
تاکنون ۱۲ آلبوم مستقل و چندین آلبوم موسیقی مشترک با اجرای مهرداد کاظمی منتشر شده‌است.
آلبوم‌های:
- «ساربان» با آهنگسازی «حسن ریاحی»[۲]
- «بهاران» - کار گروهی (استادان حسین قوامی، محمدرضا شجریان، شهرام ناظری، علی‌رضا افتخاری، علی رستمیان و مهرداد کاظمی) و در برگیرنده ۱۰ سال موسیقی بعد از انقلاب ایران
- «جام جان» - اشعار مولانا و حافظ، با همکاری علی رحیمیان با ارکستر سمفونیک تهران
- «مینای دل» - اشعار مهرداد اوستا و مشفق کاشانی، با آهنگسازی احمدعلی راغب و اجرا و ضبط با ارکستر سنتی صدا و سیما
- «گلبانگ عارفان» اشعار مولانا، سعدی و باباطاهر، آهنگ از علیرضا بس‌دست و اجرا با ارکستر سنتی تالار وحدت (رودکی)
- «دریغا…» (آلبوم مشترک به همراه علیرضا افتخاری و دو خوانندهٔ دیگر)
- «سخاوت» - با آهنگسازی محمدرضا احمدیان و دکلمه خسرو شکیبایی[۳]
- «بوی بهار»
- «همدم گل» با آهنگسازی محمدعلی حیدرنیا
- «باغ تماشا»
- «شهر عشق»
- «شیرین و فرهاد» با آهنگسازی محمدعلی حیدرنیا[۴]
- «محرم حسین» - مجموعه آثار اجرا شده دربارهٔ حسین ابن علی و حادثه عاشورا[۵]

## دوری از ایران
مهرداد کاظمی در پائیز سال ۹۱ بر اثر تصادف دچار عارضه مغزی شد و پس از یک ماه کما، برای ادامه درمان توسط دخترش به آمریکا رفت. وی پس از ۳ سال در مصاحبه‌ای که با او در خارج از کشور شده بود ابراز امیدواری کرد که با پایان دوره درمان و بهبود، بزودی به ایران برگردد. وی در ادامه ضمن درد دل و گلایه از بی‌توجهی مسئولان هنری و فرهنگی کشور عنوان کرد:
«در کشور ما، ظاهراً هنرمندها تاریخ مصرف دارند، تاریخ آن‌ها که تمام می‌شود، یعنی دیگر تعطیل، بروید دنبال زندگی‌تان. در صورتی که در کشورهای دیگر، وقتی هنرمندی پیش‌کسوت می‌شود تازه حرمتش بالاتر می‌رود، امکانات بیش‌تر در اختیارشان می‌گذارند، راه‌ها برایشان بازتر می‌شود. اما در ایران برعکس است. نمی‌دانم چرا این‌طور است، من دلیلش را متوجه نشده‌ام… ما زمانی که اول انقلاب شروع کردیم، سه چهار نفر بودیم که این چرخ را گرداندیم. بعدها به هر حال سایرین هم آمدند. راه درستش هم همین بود که بیایند، جوان‌ها بیایند و از ما تحویل بگیرند، اما ما را هم نباید کنار بزنند، این کار، کار زشتی است. این نوع برخوردها روی حوزه‌ای مانند موسیقی چه تأثیری می‌تواند بگذارد؟ آیا باعث نمی‌شود خود همین جوان‌ها بعدها بی‌انگیزه و دلسرد شوند؟... خدا می‌داند ما با آقای گلریز، آقای وطن‌دوست، با این دوست‌ها چه‌قدر جبهه رفتیم، چه‌قدر آهنگ اجرا کردیم، شاید بالای هزار تا، شاید دو هزار تا. تمام برنامه‌های رادیو و تلویزیون را، از صبح جمعه گرفته تا برنامه‌های مذهبی و غیره، همه را ما راه انداختیم و کار کردیم. با این حال، الآن خیلی بد فراموش شده‌ایم، این دل آدم را می‌شکند…»
در اسفند ۱۳۹۷ رضا رشیدپور در برنامه‌اش، ویدئویی از مهرداد کاظمی پخش کرد که او به تقاضای رشیدپور برای مخاطبان برنامه ضبط کرده بود.